# USS Cowpens (CG-63)
El USS Cowpens (CG-63) es un crucero lanzamisiles de la clase Ticonderoga de la Armada de los Estados Unidos. El barco lleva el nombre de la Batalla de Cowpens, una importante victoria estadounidense cerca de Cowpens, Carolina del Sur, en la Guerra de Independencia de los Estados Unidos.

## Historial de servicio

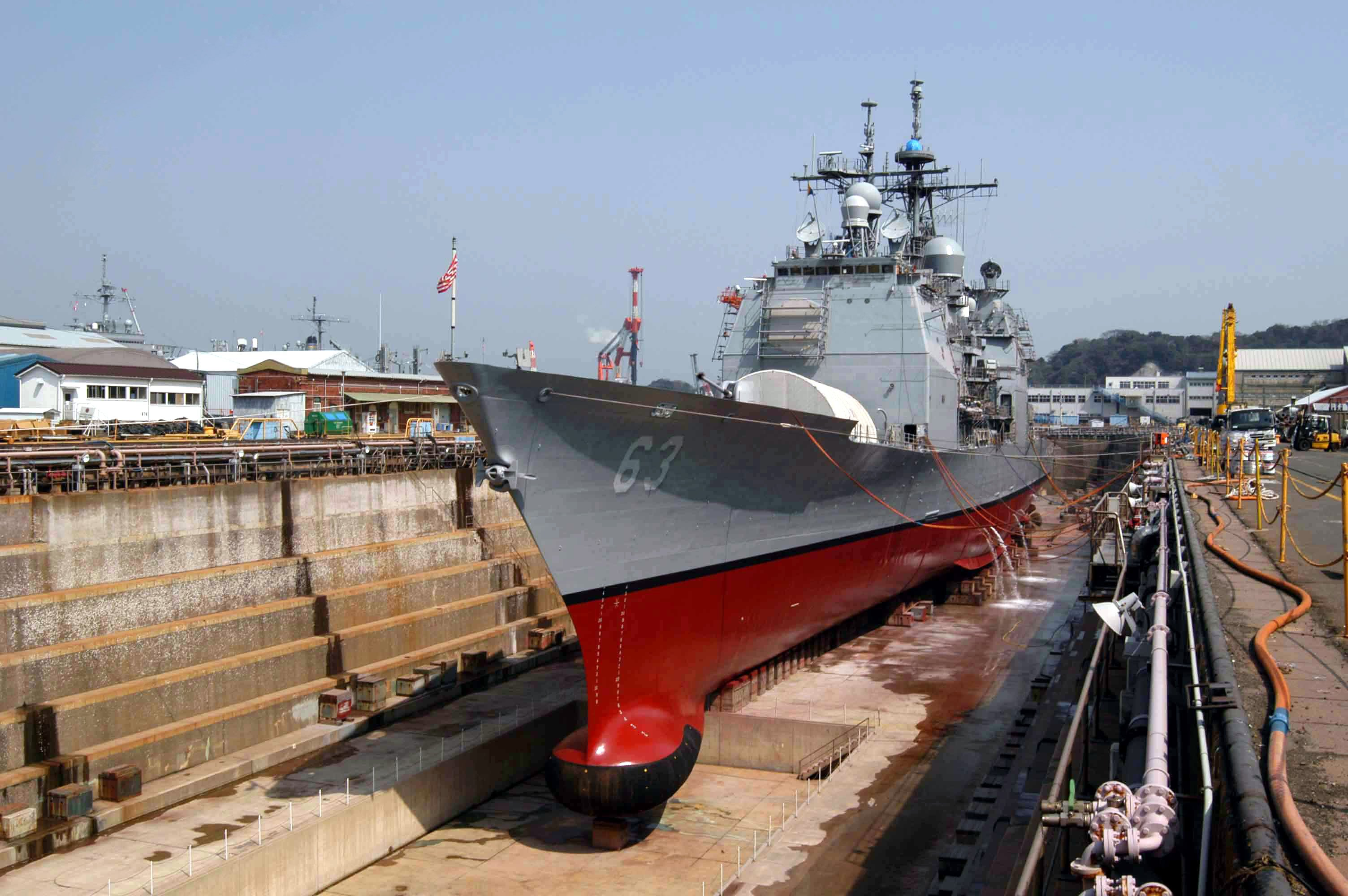
Cowpens en dique seco en Yokosuka, año 2004.

En septiembre de 2015, Cowpens se transfirió del Comando de Fuerzas Navales de Superficie al Comando de Sistemas Marítimos Navales , donde se someterá a un "período de modernización", ampliando la vida útil del barco hasta la década de 2040.
En el proyecto de presupuesto de la Marina de los EE. UU. para 2024, presentado en 2023, se propuso nuevamente el retiro del Cowpens. El subsecretario de la Armada, Erik Raven, declaró que esto se debía a la "condición del material, la vida útil restante, el coste... el tiempo de actualización... y el valor bélico del barco".